# ザ・フィアー
「ザ・フィアー」（製作時の仮タイトル「I Don't Know」としても知られる）は、イギリスのポップ歌手/ソングライターリリー・アレンとグレッグ・カースティンによって製作された楽曲で、リリーが2009年に発表したセカンド・アルバム『イッツ・ノット・ミー、イッツ・ユー』からのリード・シングルである。当初は、アルバムの#1に収録されている「エヴリワンズ・アット・イット」がアルバムからのファースト・シングルになるとアナウンスされていたものの、後にこの楽曲「ザ・フィアー」へと変更されたという経緯がある。この楽曲は2008年12月1日にBBC Radio 1にて独占オンエア解禁され、その後2009年1月23日にデジタル・リリースされた。リミックスは、WideboysとStoneBridgeが手がけている。
この楽曲「ザ・フィアー」は、2009年2月1日付のイギリスのUKシングル・チャートにてデジタル・ダウンロードの解禁を機に、前週の168位より167ランク・アップして1位を獲得した。リリーにとってUKチャートでの首位獲得は2006年に発表したデビュー曲「スマイル」以来で、2曲目のナンバー1となった。
ミュージック・ビデオはベッドフォードシャーのレスト・パーク庭園で撮影されている。